# Domasławice (województwo zachodniopomorskie)
Domasławice (do 1945 niem. Damshagen) – wieś w północnej Polsce, położona w województwie zachodniopomorskim, w powiecie sławieńskim, w gminie Darłowo.
Według danych z 28 września 2009 roku wieś miała 467 stałych mieszkańców.
W miejscowości ma siedzibę jednostka Ochotniczej Straży Pożarnej włączona do krajowego systemu ratowniczo-gaśniczego.
W latach 1975–1998 miejscowość położona była w województwie koszalińskim.
W okolicach Domasławic znajduje się miejsce typowe jaskra darłowskiego, mikrogatunku jaskrów różnolistnych znanego z kilku stanowisk na Pomorzu Zachodnim.